# Mithrax caribbaeus
Mithrax caribbaeus är en kräftdjursart som beskrevs av M. J. Rathbun 1900. Mithrax caribbaeus ingår i släktet Mithrax och familjen Mithracidae. Inga underarter finns listade i Catalogue of Life.